# میدلند، انتاریو
میدلند، انتاریو (به انگلیسی: Midland) یک Lower-tier municipalities در کانادا است که در شهرستان سیمکو واقع شده‌است.

## خصوصیات
میدلند ۱۶٬۵۷۲ نفر جمعیت دارد.